# Вашкапу (1891)
 Тази статия е за кораба, произведен в 1891 година.  За за този произведен в 1898 година вижте Вашкапу (1898).  
„Вашкапу“ е британски и след това унгарски едновитлов морски пътнически параход, обект на атентат в Бургаския залив в 1903 година по време на Илинденско-Преображенското въстание. След атентата корабът е руски и след това турски.

## История
Корабът е построен в 1891 година в корабостроителницата „Уигъм Ричърдсън“ в Нюкасъл, Великобритания под името „Ласкар“ (Lascar) за лондонската „Дж. Туийди & Къмпани“. В 1893 година минава в ръцете на „Ландън Стиймърс Къмпани“, а в 1897 година става собственост на унгарската „Мадяр Келети Гьозхайозаши“, базирана във Фиуме. Корабът извършва курсове до Цариград.
През лятото на 1903 година, по време на Илинденско-Преображенското въстание, български анархисти, начело с Антон Прудкин, замислят серия от бомбени антентати срещу чуждестранни кораби в Цариград, като набелязаните цели са унгарския „Вашкапу“, австрийския „Аполо“, германския „Тенедос“ и френския „Феликс Фресине“. Но на 20 август носените от антентаторите Иван Стоянов и Стефан Димитров 50 kg експлозиви на парахода „Вашкапу“ се взиряват. Убити са двамата атентатори, 11 души от екипажа и 17 от общо качилите се 51 пътници.
Повреденият кораб е продаден на Руското общество за параходство и търговия в Одеса и в 1904 година е преименуван на „Веста“. В 1924 година минава в турски ръце и нови имената „Иньоню“, „Тас“ и „Тунг“. В 1948 година е изваден от експлоатация и на следната 1949 година е нарязан в Истанбул.